# Рабатский университет Мохаммеда V
Рабатский университет Мохаммеда V (араб. جامعة محمد الخامس‎, фр. Université Mohammed-V de Rabat) — государственное высшее учебное заведение Марокко. Расположен в Рабате.

## История
Официально открыт королём Мухаммедом V 21 декабря 1957 года. С 1961 года носит его имя.
В 1993 году был разделен на два независимых университета: Университет Мухаммеда V в Агдале с факультетом естественных наук и факультетом гуманитарных наук, права и экономики и Университет Мухаммеда V в Суисси с медицинским факультетом, в котором в 2005/2006 учебном году обучалось около 18 500 студентов.
В сентябре 2014 года два университета объединились в один, известный теперь, как Университет Мухаммеда V, но сохранивший два кампуса. По состоянию на 2020 год в университете было 19 факультетов и колледжей.
Преподавание ведётся на арабском, французском, английском и испанском языках.
В составе университете 19 исследовательских центров, 11 исследовательских лабораторий, 22 исследовательские группы.
Научные центры
- Центр материаловедения (CSM)

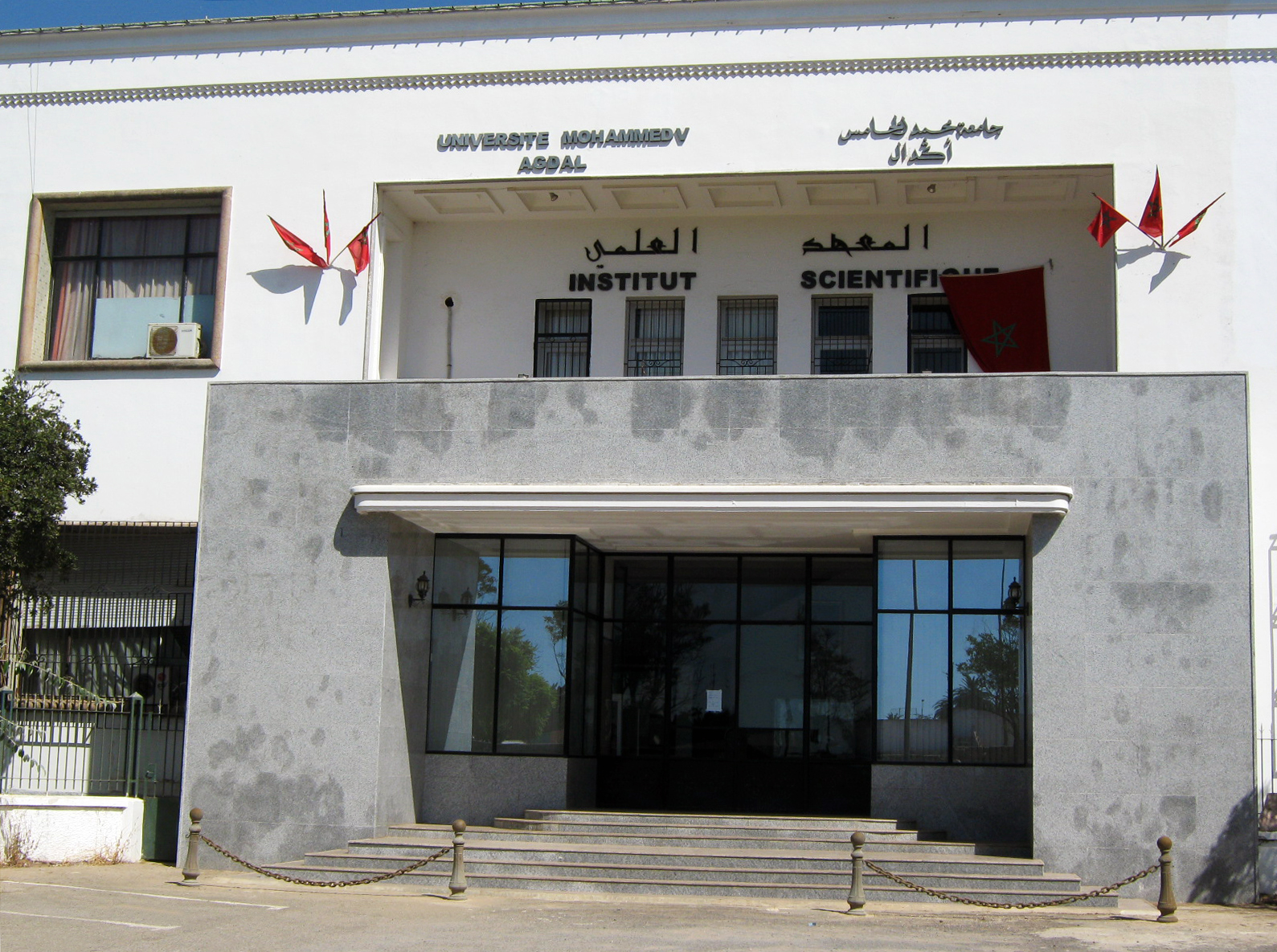
Инженерный центр

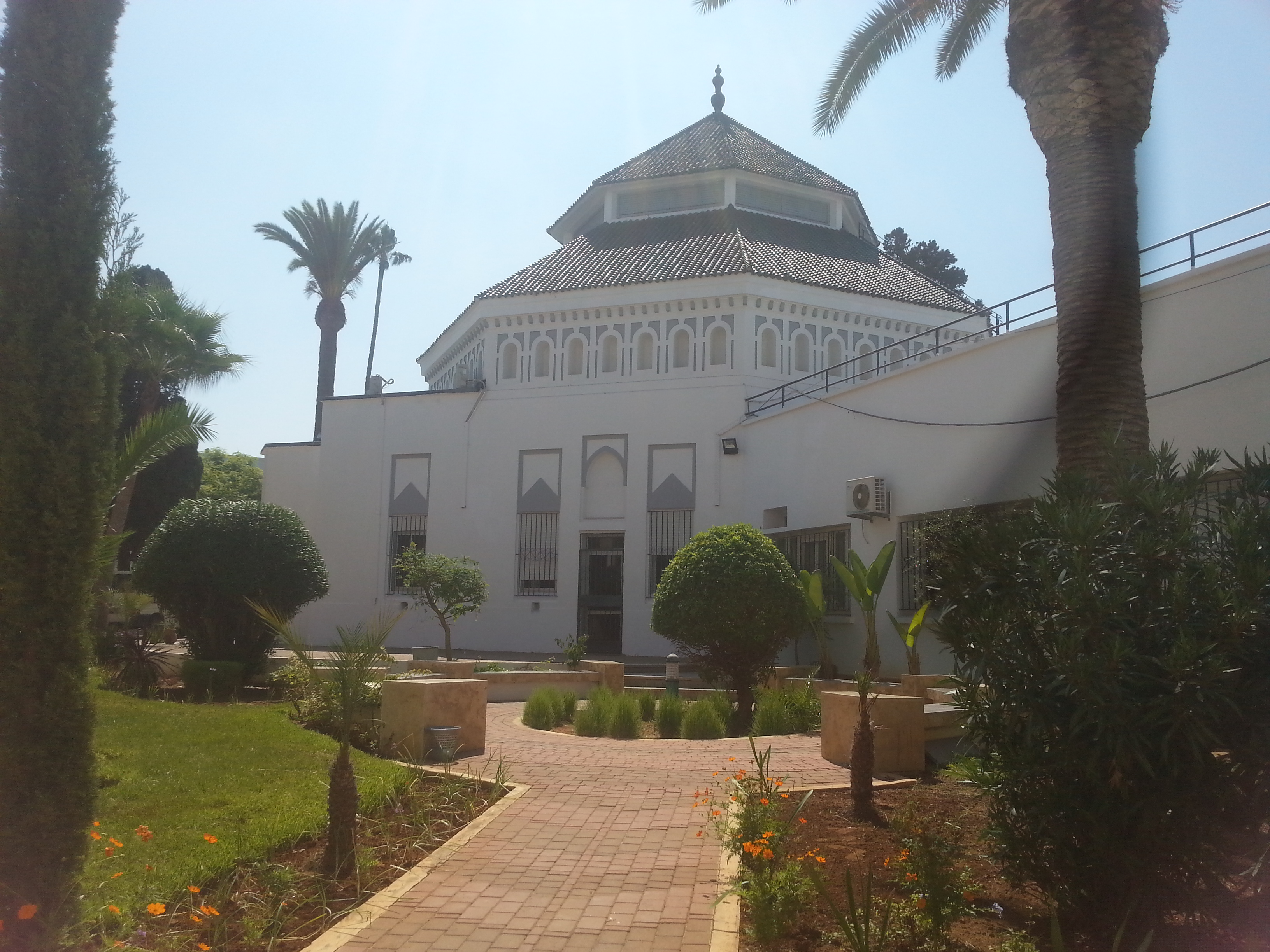
Университет Мохаммеда V

- Центр математических исследований и приложений Рабата (CEREMAR)
- Центр энергетических исследований (CRE)
- Центр растительной и микробной биотехнологии, биоразнообразия и окружающей среды (BIOBIO)
- Центр геофизики, природного наследия и зеленой химии (GEOPAC)
- Центр водных и природных ресурсов, окружающей среды и устойчивого развития (CERNE)

Инженерные центры
- Инженерный центр исследования интеллектуальных и устойчивых систем
- Центр гражданского строительства, водных ресурсов, окружающей среды и наук о Земле (CICEEG)
- Рабатский центр информационных технологий (RITC)
- Центр исследований в области инженерии и медицинских наук и технологий (CRSTI)

Центры наук о жизни и здоровье
- Центр медицинских биотехнологий и инноваций (BIO-INOVA)
- Центр геномики патологий человека (GENOPATH)
- Научно-исследовательский центр лекарственных средств (CRSM)

Центры гуманитарных и социальных наук
- Центр человека, языков, цивилизаций и религий (HLCR)
- Центр человеческого пространства и общества (HES)
- Центр языков, литературы, искусства и общества (2LAS)
- Междисциплинарный научный центр образовательных наук (CISE)
- Междисциплинарный центр исследований производительности и конкурентоспособности (CIRPEC)
- Центр стратегических исследований в области права, экономики и управления (CESDEG)

## Известные выпускники и преподаватели
- Абдельазиз, Мухаммед — политик
- Бенкиран, Абделила — премьер-министр Марокко (2011—2017)
- Амина Буаяч — дипломат, правозащитница
- Жетту, Дрис — политик, премьер-министр Марокко (2002—2007)
- Зефзаф, Мухаммад — писатель
- Лалами, Лайла — писательница
- Лараки, Азеддин — премьер-министр Марокко (1986—1992)
- Менеби, Саида — поэтесса
- Мулай Рашид — принц Марокко
- Мухаммед VI — король Марокко
- Эль-Уали, Мустафа Сайед — политик
- Эль-Фасси, Аббас — премьер-министр Марокко (2007—2011)